# (541075) 2018 PG26
(541075) 2018 PG26 es un asteroide perteneciente al cinturón de asteroides descubierto el 23 de octubre de 2008 por el equipo del Spacewatch desde el Observatorio Nacional de Kitt Peak, Arizona, Estados Unidos.

## Designación y nombre
Designado provisionalmente como 2018 PG26.

## Características orbitales
2018 PG26 está situado a una distancia media del Sol de 3,128 ua, pudiendo alejarse hasta 3,605 ua y acercarse hasta 2,651 ua. Su excentricidad es 0,152 y la inclinación orbital 27,23 grados. Emplea 2021,44 días en completar una órbita alrededor del Sol.

## Características físicas
La magnitud absoluta de 2018 PG26 es 15,1. 